# 宇佐市立天津小学校
宇佐市立天津小学校（うさしりつ あまつしょうがっこう）は、大分県宇佐市にある公立小学校。
横綱・双葉山定次の出身校であり、校内には土俵が設けられて、学校行事として相撲大会が開催されている。

## 沿革
- 1901年（明治34年）4月 - 天津尋常高等小学校として開校
- 1941年（昭和16年）4月 - 天津村国民学校となる
- 1947年（昭和22年）4月 - 天津小学校となる
- 1954年（昭和29年）4月 - 四日市町立天津小学校となる
- 1955年（昭和30年）10月 - 校舎新築
- 1967年（昭和42年）4月 - 宇佐市立天津小学校となる
- 1989年（平成元年）3月 - 新校舎落成

## 校歌
現在の校歌は1966年（昭和41年）に新たに定められたものであるが、それまで歌われていた旧校歌の歌詞は「郡（こおり）の西北 天津の村に聳ゆる甍は 我等が母校」というものであり、「都の西北 早稲田の杜に聳ゆる甍は 我等が母校」で始まる早稲田大学校歌と似ているとして話題になった。

## 交通
- 最寄駅：九州旅客鉄道（JR九州）日豊本線天津駅

## 著名な出身者
- 双葉山定次 - 大相撲力士（第35代横綱）
  - 双葉山は、昭和12年 （1937年）5月に髙島屋から贈られた化粧廻しを天津小学校に贈っている。その化粧廻しは現在、双葉山の生家に開設された記念館「双葉の里」で展示されている。
- 大慈彌功 - 元プロ野球選手